# Martin River (Copper River)
Der Martin River ist ein 35 Kilometer langer linker Nebenfluss des Copper River im Süden des US-Bundesstaates Alaska.

## Verlauf
Der Martin River bildet den Abfluss des Gletscherrandsees unterhalb des Martin-River-Gletschers. Schon nach einem Kilometer mündet der Abfluss des Slide-Gletschers rechtsseitig in den Fluss. Der Martin River fließt in überwiegend westlicher Richtung aus den Chugach Mountains. Der Martin River mündet schließlich 30 Kilometer vom Meer entfernt in das Ästuar des Copper Rivers. Auf den letzten 15 Kilometern spaltet sich der Martin River in mehrere Flussarme auf. Knapp drei Kilometer oberhalb der Mündung trifft von Norden kommend der Sheep Creek, der die nördlich gelegenen McPherson- und Johnson-Gletscher entwässert, auf den Martin River.

## Name
Benannt wurde der Fluss im Jahr 1899 von Captain William R. Abercrombie.